# Le Freux
Pour les articles homonymes, voir Freux.
Le Freux est une nouvelle d’Anton Tchekhov.

## Historique
Le Freux est initialement publié dans la revue russe Les Éclats, numéro 13, du 29 mars 1886, sous le pseudonyme de L’homme sans rate. 
La nouvelle a la forme d'une fable moraliste à la manière de Monsieur de Lafontaine.

## Résumé
Récit imaginaire entre un corbeau freux et un homme. Le freux avoue l’âge vénérable de 376 ans. L’homme aussitôt se moque que le volatile n’ait pas gagné en intelligence depuis ce temps. Le freux rétorque que l’intelligence n’est pas question de temps, mais d’instruction, et de prendre l’exemple de la Chine qui est aussi gourde qu’il y a 1000 ans.
L’homme poursuit que si l’oiseau avait placé 1 rouble à cinq pour cent d’intérêt il y a 283 ans, il serait à la tête d’un million de roubles aujourd’hui ! Le freux lui répond qu’il n’est point aussi stupide que l’homme qui passe son temps à guerroyer, à calomnier ses semblables, à s’entretuer. De surcroît, les dames freux ne trompent point leurs époux.
Sur ces dires, le freux rejoint ses compagnons.

## Édition française
- Le Freux, traduit par Edouard Parayre, Les Editeurs Français Réunis, 1958.